# Винахід брехні
«Винахід брехні», або «Винайдення брехні» (англ. The Invention of Lying) — комедійний фільм 2009 року.

## Сюжет
Головний герой Марк живе в світі, де всі говорять правду і тільки правду, тут не існує брехні. Сам же він гладкий невдаха, якого ось-ось звільнять з роботи. Після чого його домовласник дає йому 1 день, щоб знайти гроші на оплату житла. Марк наважується зняти свої останні 300 доларів з рахунку, але раптом щось відбувається в його голові і в банку він, збрехавши, каже що хоче зняти 800 доларів, і йому їх видають. Після чого Марк потихеньку починає розуміти все, і починає користуватися цим, щоб зробити своє життя і життя людей кращим…

## Акторський склад
- Рікі Джервейс — Марк Беллісон
- Дженніфер Гарнер — Анна МакДуглз
- Роб Лоу — Бред Кесслер
- Луї Сі Кей — Грег Кляйншмідт
- Джона Гілл — Френк Фосетт
- Крістофер Гест(інші мови) — Натан Голдфрапп
- Тіна Фей — Шеллі Бейлі
- Роз Раян(інші мови) — медсестра Барбара
- Джефрі Тембор(інші мови) — Ентоні Джеймс
- Джиммі Сімпсон — Боб Скотт
- Фіоннула Фленаґан — Марта Беллісон
- Шон Вільямсон(інші мови) — Річард Беллісон
- Боббі Мойніган(інші мови) — асистент Беллісона
- Дріма Вокер — портьє
- Ешлі Аткінсон(інші мови) — банківський касир
- Мартін Старр — офіціант
- Рубен Сантьяго-Гадсон[en] — орендодавець
- Дональд Фолі(інші мови) — сварлива людина
- Джон Годжмен(інші мови) — весільний наглядач
- Нейт Корддрай(інші мови) — репортер
- Стефані Марч — блондинка

### Камео
- Джейсон Бейтман — доктор
- Стівен Мерчант — людина біля дверей
- Філіп Сеймур Гоффман — бармен
- Едвард Нортон — поліцейський
- Ерік Андре(інші мови)